# Omosessualità e induismo
Il rapporto tra omosessualità ed induismo è complesso e non privo di contraddizioni. Da una parte, l'omosessualità è presente in antichissimi testi religiosi e filosofici vedici, quali il Rig Veda ed in numerose sculture e dipinti.
Dall'altra, a causa dapprima della forte influenza in India della cultura dei dominatori Islamici e poi della cultura dei dominatori britannici puritani, che hanno redatto i principali codici di legge civile e penale, fino al 2009 ufficialmente nel subcontinente indiano l'omosessualità è stata un reato: infatti l'articolo 377 del codice penale indiano, redatto nel 1860 dal britannico Lord Thomas Macaulay, sanciva che: 

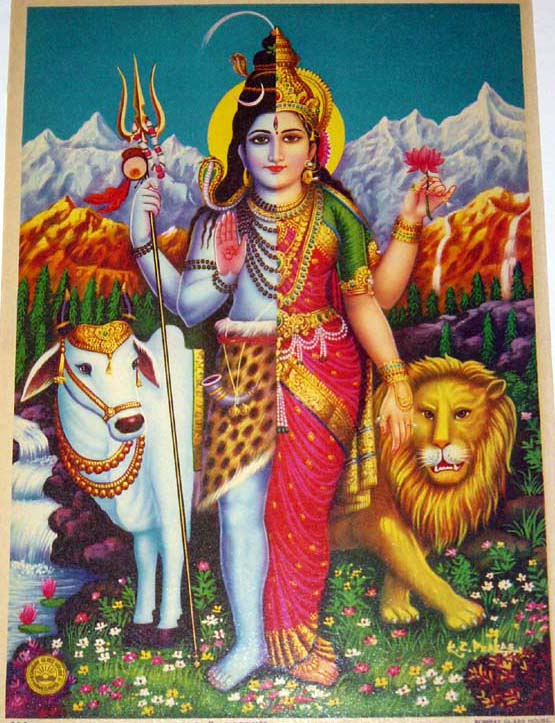
Ardhanarishvara, raffigurazione del dio Shiva come essere per metà maschio e per metà femmina.

## Omosessualità e brahmanesimo
Nella tradizione religiosa induista non vi è traccia di condanna e biasimo nei confronti dell'omosessualità, fino al XIX secolo, durante il quale diventa evidente l'influenza culturale britannica.
Nei trattati sulla sessualità l'argomento è illustrato con chiarezza e senza censure. Nel Kāma Sūtra sono descritti sia il lesbismo che l'omosessualità maschile (in particolare per quel che concerne i rapporti orali), in rispetto della considerazione che "in tutto ciò che concerne l'amore, ognuno deve agire in accordo con i costumi del proprio paese e con le proprie inclinazioni" (Kama Sutra, cap. IX).
Tipicamente indiani, e ben integrati nella società sono gli Hijras, transgender MtF che vengono identificati come un genere sessuale a parte, un terzo genere denominato tritiya-prakriti, che sono devoti al deva Ardhanarisvara.
Il Manusmriti e l'Arthashastra esortano gli uomini a purificarsi dopo aver fatto sesso con un uomo o con una donna, facendo un bagno rituale.
Nella letteratura post-vedica sono presenti numerosi esempi di transgenderismo e di rapporti sessuali ed affettivi tra membri dello stesso sesso: il deva Ayyappa viene generato da Śiva e da Visnù; il re ed eroe Bhagiratha viene generato da due donne.
Nel Mahābhārata gioca un ruolo non secondario Sikhandin, figlio del re Drupada, che dopo aver pregato a lungo Mahadeva, riceve dal dio un figlio "che non è né uomo né donna". 
L'ambiguità accompagna Sikhandin per tutta la sua vita, ed il grande eroe Bhisma sarà ucciso, nell'VIII capitolo, proprio perché si rifiuta di combattere contro il guerriero nato donna.
Lo stesso Arjuna, celeberrimo eroe del Mahabharatha e co-protagonista della Bhagavad gita vive da donna (adottando abiti, gioielli, acconciature, danze e comportamenti tipicamente femminili) per qualche tempo prima della grande battaglia di Kurukshetra.

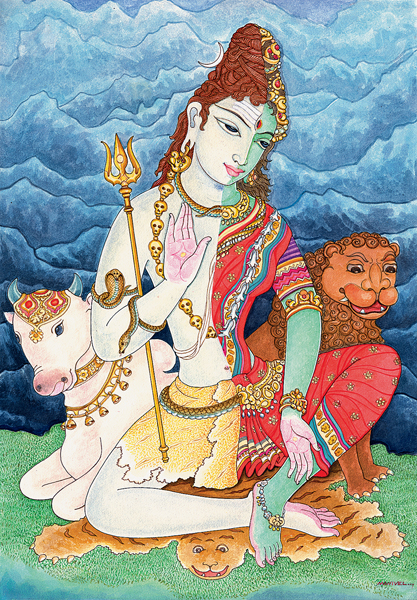
Il "matrimonio divino": un'immagine della divinità induista Shiva raffigurata in forma di "doppio genere", manifestazione della varietà dei temi del "terzo genere" che si sono sviluppati nell'Asia meridionale.

## Omosessualità nell'India contemporanea
La condizione omosessuale nell'India contemporanea è ambivalente, ed influenzata, più che dalla tradizione sopra ricordata, dall'influenza culturale esercitata dalla dominazione britannica.
Alcuni gruppi di militanti LGBT indiani sono impegnati sia nella diffusione dei riferimenti vedici all'omosessualità che nella battaglia per l'emancipazione delle persone omosessuali, esplicatasi in passato anche contro la legge che puniva i rapporti omosessuali.
Il dibattito sull'omosessualità, negli ultimi anni, si è fatto vivo all'interno di numerosi gruppi e movimenti religiosi, anche grazie al coming out di personaggi conosciuti e rispettati nel paese, come il principe Manvendra Singh Gohil. Molti moderni maestri indù raccomandano ai propri discepoli di trascendere il desiderio sessuale di qualsiasi tipo, senza alcuna distinzione.
Jiddu Krishnamurti (1895-1986) spiega come l'omosessualità e l'eterosessualità siano divenuti un problema perché gli esseri umani danno troppa importanza al sesso.
Srinivasa Raghavachariar, capo sacerdote del Tempio Srirangam, intervistato dal matematico Shakuntala Devi nel 1977, nel libro The World of Homosexuals, spiega come il desiderio omosessuale derivi dagli attaccamenti delle vite precedenti.
Amara dasa, un devoto Hare Kṛṣṇa fondatore del Gay and Lesbian Vaishnava Association (GALVA), e propugnatore dei diritti del "terzo sesso" all'interno del movimento Vaishnava,  pone l'enfasi sul fatto che, poiché gli esseri viventi passano attraverso varie forme e cambi di genere, bisogna essere compassionevoli come Dio stesso e non giudicare gli altri sulla base delle loro tendenze sessuali.
Alcuni brāhmaṇa si rifiutano di celebrare matrimoni tra uomini o tra donne, anche se non mancano i casi, documentati dalla stampa indiana, di matrimoni regolarmente celebrati e di coppie omosessuali che vivono insieme apertamente.